# Michalitsj
Michalitsj (Bulgaars: Михалич) is een dorp in het noordoosten van Bulgarije. Het dorp is gelegen in de gemeente Valtsji Dol, oblast Varna. Het dorp ligt hemelsbreed 41 km ten noordwesten Varna en 344 kilometer ten noordoosten van Sofia. 

## Bevolking
Op 31 december 2020 telde het dorp Michalitsj 639 inwoners. Het aantal inwoners vertoont al vele jaren een dalende trend: in 1934 had het dorp nog 1.101 inwoners.
| Bevolkingsontwikkeling tussen 1934 en 2020          |
| --------------------------------------------------- |
|                                                     |
| Bron: Nationaal Statistisch Instituut van Bulgarije |

In de officiële volkstelling van 1 februari 2011 reageerden 432 van de in totaal 602 inwoners. Van deze 432 respondenten gaven 271 personen aangesloten te zijn bij de etniciteit "Roma". Daarnaast identificeerden 115 personen zichzelf als “Bulgaren” en 28 personen als "Turken". De rest van de bevolking heeft geen etnische achtergrond opgegeven of helemaal geen antwoord gegeven
| Etnische samenstelling van de respondenten (2011) | Etnische samenstelling van de respondenten (2011) | Etnische samenstelling van de respondenten (2011) | Etnische samenstelling van de respondenten (2011) | Etnische samenstelling van de respondenten (2011) |
| ------------------------------------------------- | ------------------------------------------------- | ------------------------------------------------- | ------------------------------------------------- | ------------------------------------------------- |
|                                                   |                                                   |                                                   |                                                   |                                                   |
| Bulgaren                                          | Bulgaren                                          |                                                   | 26,6%                                             | 26,6%                                             |
| Turken                                            | Turken                                            |                                                   | 6,5%                                              | 6,5%                                              |
| Roma                                              | Roma                                              |                                                   | 62,7%                                             | 62,7%                                             |
| Anders/Onbekend                                   | Anders/Onbekend                                   |                                                   | 4,2%                                              | 4,2%                                              |